# Hård rock på export
Hård rock på export är en dokumentär programserie om "den hårda rocken som satt Sverige på världskartan". I serien intervjuas världskända svenska band om den svenska hårdrockens historia och utveckling. Bland annat diskuteras uppkomsten av olika subgenrer, som The Gothenburg sound och hur den svenska hårdrocksstilen fått inflytande internationellt. Serien publicerades den 31 juli 2022 på SVT Play. 

## Medverkande
- Avsnitt 1: Europe, Yngwie Malmsteen, Candlemass, Bathory, Ice Age
- Avsnitt 2: Entombed, At the Gates, Mikkey Dee, Refused, Clawfinger, Dark Tranquility
- Avsnitt 3: In Flames, Meshuggah, Arch Enemy, Hammerfall, Opeth
- Avsnitt 4: Ghost, Amon Amarth, Sabaton, Watain